# 北京鎮區 (伊利諾伊州塔茲韋爾縣)
北京鎮區（英語：Pekin Township）是位於美國伊利諾伊州塔茲韋爾縣的一個行政鎮區。

## 地方資料
根據2010年美國人口普查的數據，北京鎮區的面積為36.10平方千米，當中陸地面積為32.40平方千米，而水域面積為3.70平方千米。當地共有人口28926人，而人口密度為每平方千米801.27人。